# Malibu (Hole)
Malibu è un singolo del gruppo musicale alternative rock statunitense Hole, pubblicato il 29 dicembre 1998 come secondo estratto dal terzo album in studio Celebrity Skin.

## Il brano
Il brano è stato scritto dalla leader del gruppo Courtney Love, dal chitarrista Eric Erlandson e da Billy Corgan (The Smashing Pumpkins), che ha anche contribuito ad altri brani dell'album.
Love parla nel testo della vicenda relativa al defunto marito, il chitarrista e cantante Kurt Cobain, ed in particolare al suo periodo di riabilitazione per la sua dipendenza da eroina effettuato in una clinica a Malibù (California), prima del suo suicidio nel 1994. Il singolo contiene anche il brano Drag che era stato escluso dall'album in favore del brano omonimo.
È stato uno dei maggiori successi sia commerciali che di critica del gruppo. Si è classificato al terzo posto nella classifica Alternative Airplay negli Stati Uniti ed il 22º posto nella classifica UK Singles Chart nel Regno Unito del 1999.
Ha anche ricevuto una nomination ai Grammy Awards del 1999 come migliore performance vocale rock.

## Video musicale
Il video musicale del brano è stato diretto da Paul Hunter ed è stato girato su una spiaggia nella città di Malibù, che dà il titolo al brano.
Nel video si vedono palme ed un cartellone di Los Angeles che bruciano mentre la band esegue il brano. Fa anche riferimento a Baywatch nel finale, quando si vedono delle bagnine con in braccio delle bambole mentre Courtney Love va verso l'oceano.
Mostra anche la nuova batterista Samantha Maloney che aveva sostituito Patty Schemel, dopo che aveva lasciato il gruppo durante la registrazione dell'album.

## Tracce
CD singolo UK
1. Malibu – 3:53
2. Drag – 4:52
3. It's All Over Now Baby Blue (Bob Dylan cover) – 3:18

Disco 7" UK
1. Malibu – 3:53
2. Drag – 4:52

## Classifiche
| Classifica (1999)                  | Posizione massima |
| ---------------------------------- | ----------------- |
| Regno Unito                        | 22                |
| Stati Uniti (Alternative Airplay)  | 3                 |
| Stati Uniti (Billboard Mainstream) | 16                |

## Formazione
Hanno partecipato alle registrazioni, secondo le note dell'album:
- Courtney Love – voce, chitarra
- Eric Erlandson – chitarra
- Melissa Auf der Maur – basso, cori
- Patty Schemel – batteria